# Електорат
Електора́т (лат. elector — виборець) — сукупність громадян, яким надано право брати участь у виборах певного органу, політичної партії чи конкретної особи. Прихильники політичної партії, які голосують за висунутих нею кандидатів на виборах. В організаційно неоформлених партіях відсутнє членство. За таких вважаються виборці, що голосують за партію на виборах, тобто її електорат.